# Muscopedaliodes muscosa
Muscopedaliodes muscosa är en fjärilsart som beskrevs av Otto Thieme 1905. Muscopedaliodes muscosa ingår i släktet Muscopedaliodes och familjen praktfjärilar. Inga underarter finns listade i Catalogue of Life.